# Галина Костова
Галина Костова — болгарська письменниця та художниця. Авторка циклу «Коханка», роману «Легенда про царя», книги оповідань «Про кохання», роману «Таємниця жінки фараона» та книги оповідання «Пам'ять жива».

## Життєпис
Галина Костова народилася в місті Стара Загора. Здобула середню освіту в середній школі «Іван Вазов» — Стара Загора за спеціальністю «Інформаційні технології». Член Товариства охорони птахів у 2012 та 2013 роках.
Свою першу самостійну книгу опублікувала у 17 років.
Її малюнки були представлені на виставках у Софії, Бургасі, Несебрі, Чорноморці, Казанлику, Сілістрі, Сунгурларе, Шумені, Варні, Хасково, Перніку, Севлієво, Кюстенділі, Смоляні, а також у столицях за кордоном, включаючи Москву та Лондон, а також її портрет з А. С. Пушкіна експонується в Державному історико-літературному музеї-заповіднику «А. С. Пушкіна» в Москві.
Її мати, Пепа Костова, є її індивідуальною керівницею.

## Нагороди
Галина Костова є лауреаткою міжнародних та національних премій у галузі літератури, образотворчого мистецтва та комп'ютерної графіки, фотографії тощо, серед яких:
- Дама найвищої нагороди Міністерства культури «Золотий вік» Почесний знак — печатка царя Симеона Великого — срібний.
- Грамота за внесок у розвиток і зміцнення болгарської культури та національної ідентичності — 28 листопада 2018 р.
- Володар Гран-прі за досягнення в мистецтві 2012 року. Фонду Дімітара Бербатова.
- Лауреатка Фонду «Шанс для дітей Болгарії» за 2013 рік, Бургас, 2013.
- Лауреатка Національної літературної премії «Димитар Дімов» для молодого автора, Софія, 2016.